# アレクサンドル・ポストニコフ

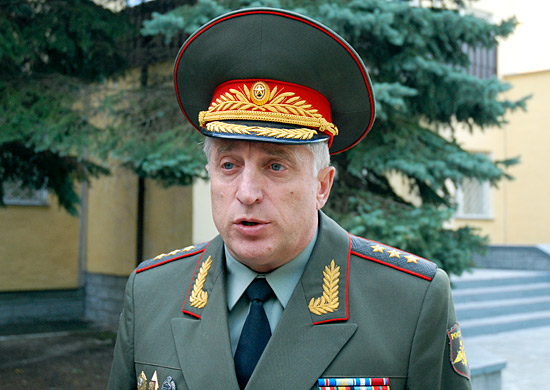

アレクサンドル・ポストニコフ（露: Александр Николаевич Постников, 英: Aleksandr Postnikov、1957年2月23日 -）は、ロシア連邦の軍人。ロシア陸軍総司令官。大将。

## 経歴
1978年、キエフ高等指揮諸兵科共通学校を卒業。キエフ軍管区とドイツ駐留ソ連軍で小隊、中隊、大隊を指揮。
1988年にM.V.フルンゼ名称軍事アカデミーを卒業した後、オデッサ軍管区と極東軍管区において、副連隊長、連隊長、師団参謀長、管区教育センター長を歴任。
2000年、ロシア連邦軍参謀本部軍事アカデミーを卒業し、軍参謀長、後にモスクワ軍管区の軍司令官として勤務。
2004年から北カフカーズ軍管区参謀長。2006年6月、大将に昇進。
2006年12月、シベリア軍管区参謀長に任命。
2007年4月23日、シベリア軍管区司令官に任命。
2010年1月11日、地上軍（陸軍）総司令官に任命。
2012年4月26日、地上軍（陸軍）総司令官を解任された。

## パーソナル
クラスノダール地方ラビンスク市出身。
三等「ソ連軍における祖国への奉仕に対する」勲章、「武勲に対する」勲章を受章。